# Ruská Nová Ves
Ruská Nová Ves (em húngaro: Sósújfalu) é um município da Eslováquia, situado no distrito de Prešov, na região de Prešov. Tem 12,57 km² de área e sua população em 2018 foi estimada em 1.249 habitantes.

## Demografia
| Ano:        | 1994 | 2004    | 2014    | 2024    |
| ----------- | ---- | ------- | ------- | ------- |
| Broj ljudi: | 851  | 993     | 1175    | 1398    |
| Razlika:    |      | +16,68% | +18,32% | +18,97% |

| Ano:               | 2023 | 2024   |
| ------------------ | ---- | ------ |
| Número de pessoas: | 1390 | 1398   |
| Diferença:         |      | +0,57% |